# Peter Jacob Hjelm
Peter Jacob Hjelm, detto Petter (Sunnerbo, 2 ottobre 1746 – Stoccolma, 7 ottobre 1813), è stato un chimico svedese, noto soprattutto per aver isolato per primo, nel 1782, l'elemento chimico Molibdeno, quattro anni dopo la sua scoperta ad opera di Carl Scheele.

## Biografia
Peter Jacob Hjelm nacque nel 1746 a Sunnerbo, in Svezia, da Erik Hjelm, parroco presso la parrocchia di Göteryd, ad Älmhult, e da Cecilia Gistrénia. Laureatosi presso l'Università di Uppsala (dove in seguito divenne professore di mineralogia), iniziò a lavorare presso la Zecca Reale Svedese, dove aveva il compito di analizzare vari minerali per determinarne il contenuto.
Nel 1782 Hjelm, con l'ausilio di acido molibdico, ridusse chimicamente l'ossido di molibdeno, ottenendo anidride carbonica e una polvere di metallo scuro quasi pura a cui diede il nome di "molibdeno".
Nel 1784 divenne membro dell'Accademia reale svedese delle scienze.